# وهالیویل (مریلند)
وهالیویل (به انگلیسی: Whaleyville) شهری در ایالت مریلند کشور ایالات متحده آمریکا است که جمعیت آن در سرشماری سال ۲۰۱۰ میلادی، ۱۴۹ نفر بوده‌است.